# Danny Watkins
Danny William Watkins (Kelowna, 6 novembre 1984) è un giocatore di football americano canadese che gioca nel ruolo di offensive guard per i Miami Dolphins della National Football League (NFL). Fu scelto dai Philadelphia Eagles nel corso del primo giro (23º assoluto) del Draft NFL 2011. Fu scelto anche come quarto assoluto dai BC Lions della Canadian Football League nel Draft CFL 2010 ma decise di giocare il suo ultimo anno alla Baylor University, nella stagione 2010.

## Carriera professionistica

### Philadelphia Eagles
Watkins fu selezionato come 23º assoluto dai Philadelphia Eagles nel draft 2011. Egli divenne il più vecchio giocatore scelto al primo giro dal 1980 all'età di 26 anni. Egli fu il primo canadese a venire scelto nel primo giro sia nel draft CFL che in quello NFL dai tempi di Mike Schad nel 1986. Egli fu pronosticato essere l'offensive guard destra titolare della squadra  e firmò un contratto quadriennale del valore di 7,9 milioni di dollari il 1º agosto 2011. Gli Eagles però acquisirono Kyle DeVan dagli Indianapolis Colts prima dell'inizio della stagione e Watkins fu messo in panchina. Watkins fu inattivo per le prime due settimane della stagione ma entrò a far parte del roster attivo dalla terza settimana nella partita contro i New York Giants, senza però scendere in campo. Fu nuovamente inattivo nella settimana 4, ma fu promosso a titolare il 5 ottobre, a causa delle prestazioni negative di DeVan nelle prime 4 gare della stagione. Nel resto della stagione conservò il posto da titolare giocando in totale 12 partite, tutte da titolare. Nella stagione successiva disputò 11 gare, 6 delle quali come titolare.
Il 31 agosto 2013, Watkins fu svincolato.

### Miami Dolphins
Il 3 settembre 2013, Watkins firmò con i Miami Dolphins. Con essi disputò una sola partita nel 2013.

## Palmarès
- PFWA All-Rookie Team - 2011

## Statistiche
| Partite totali             | 24 |
| Partite totali da titolare | 18 |

Statistiche aggiornate alla stagione 2013